# Nick Nolte
Nicholas King "Nick" Nolte (* 8. února 1941, Omaha) je americký herec.

## Kariéra
Svou hereckou kariéru začal roku 1960 v americkém divadle Ensemble hrou Inner Circle of Phoenix. Během dalších osmi let účinkoval ve více než 180 hrách.
V roce 1968 vystupoval v divadle Old Log Theater v Minneapolis a poté v La Mama Experimental Theatre v New Yorku. Později se přestěhoval do Los Angeles. Zde krátký čas studoval herectví u Stelly Adlerové a objevil se v Pasadena Playhouse v Pasadeně.
I když byl v divadelní scéně úspěšný, rozhodl se pro filmový a televizní průmysl. Jedno z jeho prvních televizních vystoupení bylo roku 1973 v seriálu The Streets of San Francisco. Jeho filmový průlom nastal roku 1977 televizní minisérií Rich Man, Poor Man, kde si zahrál jednu z hlavních rolí. V témže roce hrál v úspěšném celovečerním filmu Hlubina. Do devadesátých let byl Nolte velmi žádaným hercem, nicméně poté zájem o něj rapidně klesl. Od té doby se objevuje především v malých rolích.

## Osobní život
Je třikrát rozvedený a má dvě děti, syna Brawleye, který je také herec, a dceru Sophie Lane.
V roce 1992 byl magazínem People vyhlášen nejpřitažlivějším mužem planety. Jeho otec, Frank Nolte, měl německé kořeny.
Byl zatčen za jízdu pod vlivem alkoholu. Nolte tvrdí, že nyní alkoholismus léčí.

## Nominace na Oscara
Dvakrát byl nominován na Oscara:
- Nejlepší herec ve filmu Pán přílivu (1991)
- Nejlepší herec ve filmu Utrpení (1998)

## Filmografie
| Rok  | Film                                    | Role                    | Poznámky |
| ---- | --------------------------------------- | ----------------------- | --- |
| 1973 | Modrá Electra Glide                     | Hippie Kid              | |
| 1974 | Death Sentence                          | J. Healey               | |
| 1974 | The California Kid                      | Buzz Stafford           | |
| 1975 | Návrat do Macon County                  | Bo Hollinger            | |
| 1976 | Northville Cemetery Massacre            | Chris                   | |
| 1976 | Rich Man, Poor Man                      | Tom Jordache            | (minisérie) (1976) Nominace – Zlatý glóbus za nejlepší mužský herecký výkon v seriálu (drama)                                    |
| 1977 | Hlubina                                 | David Sanders           | |
| 1978 | Psí vojáci                              | Ray Hicks               | |
| 1979 | North Dallas Forty                      | Phillip Elliott         | |
| 1980 | Tlukot srdce                            | Neal Cassady            | |
| 1982 | Cannery Row                             | Doc                     | |
| 1982 | 48 hodin                                | Jack Cates              | |
| 1983 | Pod palbou                              | Russell Price           | |
| 1984 | Učitelé                                 | Alex Jurel              | |
| 1985 | Grace Quigley                           | Seymour Flint           | |
| 1986 | Somrák z Beverly Hills                  | Jerry Baskin            | |
| 1987 | Extrémní předsudek                      | Jack Benteen            | |
| 1987 | Plevel                                  | Lee Umstetter           | Nominace – Zlatý glóbus za nejlepší mužský herecký výkon (drama)                                                                 |
| 1988 | Grace Quigley 2, Gracie                 | Seymour Flint           | (film nedokončen) |
| 1989 | Tři uprchlíci                           | Lucas                   | |
| 1989 | Povídky z New Yorku                     | Lionel Dobie            | |
| 1989 | Sbohem, králi                           | Learoyd                 | |
| 1990 | Každý vyhrává                           | Tom O'Toole             | |
| 1990 | Q&A                                     | Kapitán Michael Brennan | |
| 1990 | Dalších 48 hodin                        | Jack Cates              | |
| 1991 | Mys hrůzy                               | Sam Bowden              | |
| 1991 | Pán přílivu                             | Tom Wingo               | Zlatý glóbus za nejlepší mužský herecký výkon (drama) Nominace – Oscar za nejlepší mužský herecký výkon v hlavní roli            |
| 1991 | Hráč                                    | (cameo)                 | |
| 1991 | Lék pro Lorenza                         | Augusto Odone           | |
| 1994 | Princezna                               | Matt Hobbs              | |
| 1994 | Lanaři                                  | Pete Bell               | |
| 1994 | Zbožňuju trable                         | Peter Brackett          | |
| 1995 | Jefferson v Paříži                      | Thomas Jefferson        | |
| 1996 | Boss                                    | Max Hoover              | |
| 1996 | Matka noc                               | Howard Campbell         | |
| 1997 | Utrpení                                 | Wade Whitehouse         | Nominace – Zlatý glóbus za nejlepší mužský herecký výkon (drama) Nominace – Oscar za nejlepší mužský herecký výkon v hlavní roli |
| 1997 | Hlídač mrtvých                          | Inspektor Thomas Cray   | |
| 1997 | U-Turn                                  | Jake McKenna            | |
| 1998 | Tenká červená linie                     | Lt. Col. Gordon Tall    | |
| 1998 | Hayes Hours                             |                         | |
| 1999 | Snídaně šampionů                        | Harry Le Sabre          | |
| 1999 | Milionář                                | Vincent Webb            | |
| 2000 | Zlatá číše                              | Adam Verver             | |
| 2000 | Trixie                                  | Senátor Drumond Avery   | |
| 2002 | Hodný zloděj                            | Bob Montagnet           | |
| 2003 | Hulk                                    | David Banner/Otec       | |
| 2003 | Northfork                               | Otec Harlan             | |
| 2004 | Život je peklo                          | Albrecht Hauser         | |
| 2004 | Hotel Rwanda                            | Kolonel Oliver          | |
| 2004 | Země zaslíbená                          | Steve                   | |
| 2005 | Neverwas                                | T.L. Pierson            | |
| 2006 | Za plotem                               | Vincent (dabing)        | |
| 2006 | Off the Black                           | Ray Cook                | |
| 2006 | Paříži, miluji tě                       | Vincent                 | |
| 2006 | 10 dní před katastrofou                 | Elliott                 | |
| 2006 | Pokojný bojovník                        | Socrates                | |
| 2007 | Intimate Affairs                        | Faldo                   | |
| 2008 | Záhady Pittsburghu                      | Joe Bechstein           | |
| 2008 | Kronika rodu Spiderwicků                | Mulgarath               | |
| 2008 | Tropická bouře                          | Srž. Čtyřlístek Tayback | |
| 2009 | Arcadia Lost                            | Benerji                 | |
| 2010 | Píseň mého srdce                        | Caldwell                | |
| 2010 | Jako kočky a psi: Pomsta prohnané Kitty | Butch                   | dabing |
| 2011 | Arthur                                  | Burt Johnson            | |
| 2011 | Warrior                                 | Paddy Conlon            | |